# Rentadors i abeurador de Capçanes
Els Rentadors i abeurador de Capçanes són els safareigs públics de Capçanes (Priorat), una obra protegida com a Bé Cultural d'Interès Local.

## Descripció
Els safareigs de Capçanes es van construït dins d'una nau amb cel obert per permetre la captació de l'aigua de la pluja. Hi ha tres portes d'accés al safareig on trobem les dues basses: una per rentar i una per esbandir. A tot el voltant de la bassa hi ha la base ondulada per a poder fregar la roba. La bassa d'esbandir amb un brollador està situada de manera més elevada per permetre el traspàs de l'aigua neta d'una bassa a l'altra.
Pel que fa a l'abeurador està construït a la paret del carrer de Llaberia, és una construcció de tres metres per mig d'amplada.

## Història
Els safareigs de Capçanes daten de l'any 1932 i l'abeurador també pels voltants del mateix any. La funció de l'abeurador era destinat als animals que arribaven al poble. El safareig va permetre a les dones poder resguardar-se del fred i no haver-se d'agenollar a la riera.